# Лариса (имя)
Лари́са — женское имя. Происходит от названия греческого города Лариса (Ларисса). С греческого — «чайка». В греческой мифологии Лариссой звали фессалийскую (аргосскую) нимфу, внучку Посейдона и сестру Кирены. По легенде, на том месте, где во время игры в мяч она упала в реку Пеней, был воздвигнут город, названный в её честь.

## Именины
- Православные (даты указаны по юлианскому календарю, то есть по старому стилю)

26 марта (8 апреля) — Лариса Готфская, мученица.